# Gänsen
För andra betydelser, se Gänsen (olika betydelser).

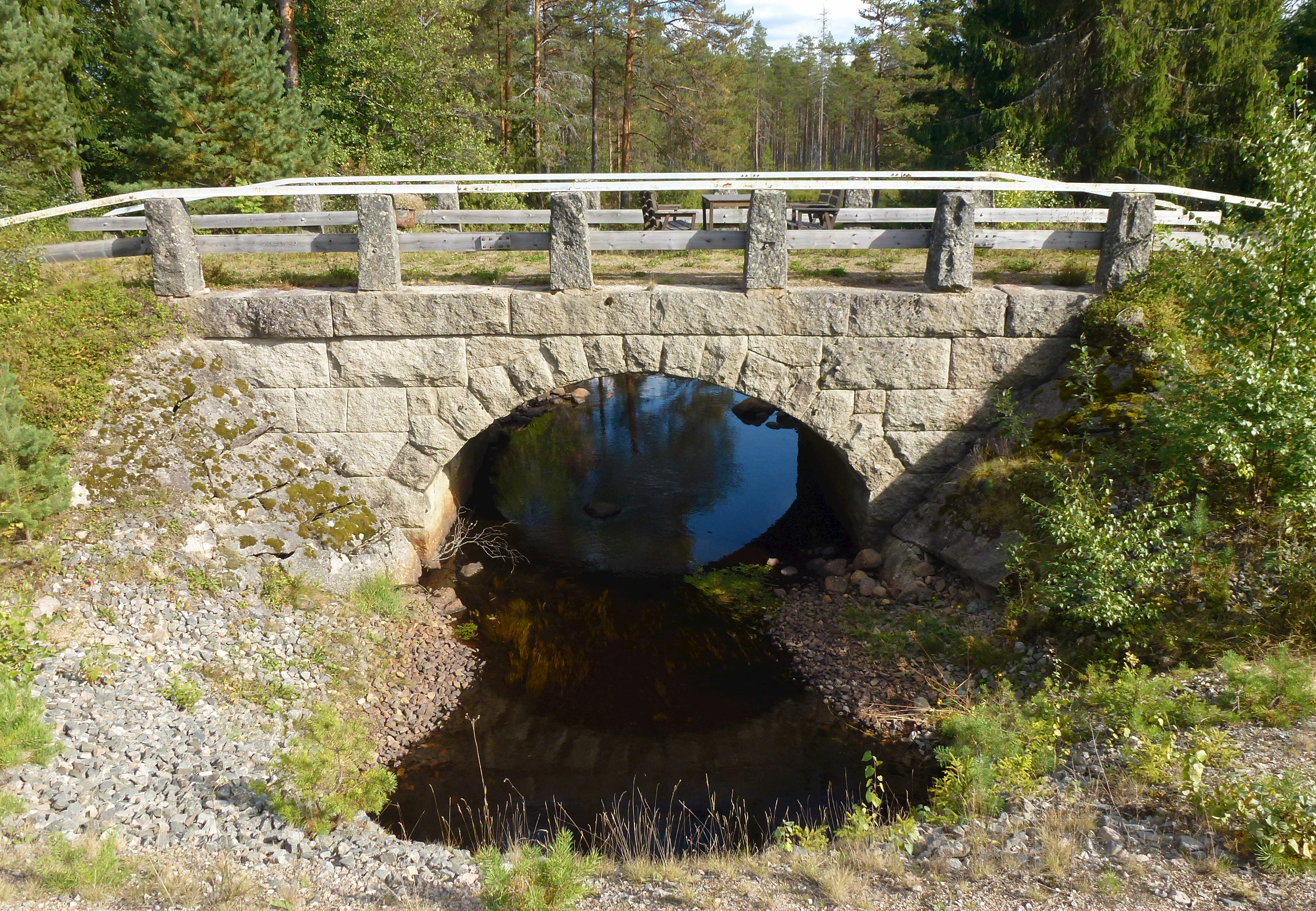
Stenvalvbron utanför Gänsen.

Gänsen är en by i Ludvika kommun, Dalarnas län. Samhället ligger i Grangärde finnmark vid västra stranden av sjön Gänsen, belägen 246 meter ö.h. Byn präglas av tidigare boskaps- och jordbruksverksamhet med många terrasserade smååkrar.

## Historia
Finnmarksbyn Gensen är belagd sedan 1621/22 enligt ett kungabrev och är en av Grangärde sockens första finnbosättningar. Lauri Rikkinen (Lasse Knutsson) fick ett års skattefrihet för att återuppta ett torp beläget mellan ”Gränge och Fluga” socken. På ”Karta över finnhemmanet Gensen” från 1816 framgår en samlad gårdsbebyggelse på två områden. Exakt var den äldsta bebyggelsen har legat är inte känt.
Genom Gänsen leder landsvägen mellan Norhyttan och Lövsjö bruk som anlades 1851. Intill nuvarande landsväg finns en vacker stenvalvbro från vägens ursprungstid bevarad. I Kvarnbäcken finns rester av fyra kvarnplatser samt en damm för bysågen, samt även turbinen som levererade den första elektriciteten till byn. Häradsekonomiska kartan från 1866-67 uppger byns namn som Jentzen.
Det var i Gänsens skola (nuvarande bystugan), som skalden Dan Anderssons mor Augusta Scherp arbetade som skollärarinna, tills hon träffade Dan Anderssons far, Adolf Andersson. År 1882 flyttade de sedan från Gänsen och till skolhuset i Skattlösberg.